# Diego Valdés Parra
Diego Valdés (Cali, Valle del Cauca, Colombia, 13 de agosto de 1981) es un exfutbolista colombiano. Jugaba como defensa o volante. Se retiró en el Atlético Fútbol Club de Colombia.
Es hermano del también futbolista Carlos Valdés.

## Trayectoria
Diego Valdés, debutó como profesional en el año 2002 con el Estudiantes de Mérida en un partido contra el Portuguesa, obteniendo un resultado de 1-0 a favor del Estudiantes de Mérida.[cita requerida]
Su primer partido como jugador del Deportivo Cali se dio en el 2002 frente al Deportes Quindío de Armenia, partido que ganó el Quindío por 1-0.
En el 2011 es confirmado como nuevo jugador del Blooming de Bolivia.
En el 2013 fue presentado como nuevo jugador del Atlético Venezuela de Venezuela.

## Clubes
| Club                       | País      | Año         |
| -------------------------- | --------- | ----------- |
| Estudiantes de Mérida F.C. | Venezuela | 2002        |
| Deportivo Cali             | Colombia  | 2002        |
| Deportivo Pasto            | Colombia  | 2003 - 2005 |
| Deportivo Cali             | Colombia  | 2005 - 2010 |
| C.S.C. Blooming            | Bolivia   | 2011 - 2012 |
| Atlético Venezuela F.C.    | Venezuela | 2013 - 2014 |
| Atlético F.C.              | Colombia  | 2015        |

## Palmarés

### Campeonatos nacionales
| Título              | Club           | País     | Año  |
| ------------------- | -------------- | -------- | ---- |
| Torneo Finalización | Deportivo Cali | Colombia | 2005 |
| Copa Colombia       | Deportivo Cali | Colombia | 2010 |